# Winter in Hiroshima
Winter in Hiroshima es el quincuagésimo segundo álbum de estudio del grupo alemán de música electrónica Tangerine Dream. Publicado el 28 de agosto de 2009 por el sello Eastgate se trata de la cuarta entrega de la serie The Five Atomic Seasons, un grupo de álbumes conceptuales de encargo, inspirados por los bombardeos atómicos de Hiroshima y Nagasaki sucedidos en 1945.

## Producción
Grabado en 2009 en los estudios Eastgate (Viena) Winter in Hiroshima es, tras Springtime in Nagasaki (2007), Summer in Nagasaki (2007) y Autumn in Hiroshima (2008), el penúltimo de los álbumes de estudio de la serie The Five Atomic Seasons. Como el resto de los álbumes de esta serie se trata de un trabajo de encargo compuesto e interpretado íntegramente por Edgar Froese algo que no suele ser habitual en la trayectoria de Tangerine Dream. 
A diferencia de los álbumes previos de la serie, de marcado carácter solemne y ominoso, esta cuarta entrega incluye algunas canciones de estilo más rítmico y positivo, aspecto también reseñado por el grupo en la información promocional.

"Aunque la música no deja de lado el triste trasfondo de la historia este cuarto álbum explora algunas de las vibraciones positivas que guían a sus protagonistas más allá de las circunstancias en que se encuentran.(...) La descripción del invierno que se realiza en esta grabación te trasladará de una tierra de horror y desesperanza a una era de nuevos desafíos para todos en la vida cotidiana de 1945."
Eastgate Music Shop (2009) 

## Lista de temas
| N.º   | Título           | Escritor(es) | Duración |  |
| 1.    | «Transitions»    | Edgar Froese | 7:38     |  |
| 2.    | «Ayumi's Loom»   | Edgar Froese | 9:39     |  |
| 3.    | «Outlook»        | Edgar Froese | 3:15     |  |
| 4.    | «Togetherness»   | Edgar Froese | 7:23     |  |
| 5.    | «Echo Of Light»  | Edgar Froese | 4:32     |  |
| 6.    | «Key Moment»     | Edgar Froese | 4:54     |  |
| 7.    | «Insiders»       | Edgar Froese | 7:42     |  |
| 8.    | «Nexuses»        | Edgar Froese | 8:27     |  |
| 9.    | «Glowing Vision» | Edgar Froese | 8:08     |  |
| 61:32 |                  |              |          |  |

## Personal
- Edgar Froese - intérprete, producción y diseño de portada
- Christian Gstettner - ingeniero de grabación
- Wolf Teleman - ingeniero de grabación
- Harald Pairits - masterización
- Bianca F. Acquaye - producción ejecutiva